# Volga (Dacota do Sul)
Volga é uma cidade localizada no estado norte-americano de Dacota do Sul, no Condado de Brookings.

## Demografia
Segundo o censo norte-americano de 2000, a sua população era de 1435 habitantes.
Em 2006, foi estimada uma população de 1460, um aumento de 25 (1.7%).

## Geografia
De acordo com o United States Census Bureau tem uma área de
2,0 km², dos quais 2,0 km² cobertos por terra e 0,0 km² cobertos por água. Volga localiza-se a aproximadamente 498 m acima do nível do mar.

## Localidades na vizinhança
O diagrama seguinte representa as localidades num raio de 20 km ao redor de Volga.